# O Solitude (Album)
O Solitude (englisch O Einsamkeit) ist das Debüt der belgischen Funeral-Doom-Band Pantheist. Das nach einem Gedicht von John Keats benannte Album erweiterte mit Dynamik sowie Einflüssen aus Dark Wave, Klassik und Ambient die Grenzen des Genres und gilt seit seiner Veröffentlichung als eines der besten Alben des gesamten Genres.

## Geschichte
Firebox Records bot Pantheist nach der Veröffentlichung des Demos 1000 Years einen Vertrag zur Aufnahme des Debüts an. Sänger und Keyboarder Kostas Panagiotou, der die Band ursprünglich als Dark-Ambient-Projekt gegründet hatte, und Gitarrist Nicolas Tambuyser, der den Stil hin zum sakral anmutenden Funeral Doom beeinflusste, zogen den Bassisten Frédéric Caure von Rhymes of Destruction und der Schlagzeugerin Odile Aurora Strik, damals als Oscar Strik hinzu. Lawrence van Haecke, der noch am Demo als Bassist beteiligt war, spielte nicht mehr für Pantheist. Als so neu besetzte Band spielte Pantheist das Debüt O Solitude vom 17. bis zum 26. Januar in den CCR Studios im belgischen Zulte unter der technischen Hilfe von Kris Belaen ein. Belaen mischte das Album hinzukommend ab. Vom Demo blieben dabei die Stücke Envy Us, das populäre Werke von Chopin (24 Préludes op. 28, #4) und Beethoven (7. Sinfonie) adaptierte, und Time erhalten. Als Gastsänger wurden Stijn van Cauter, der das Demo produziert hatte, für das Stück Envy Us hinzugezogen. Weitere Gast- und Studiomusiker spielten akustische Instrumente ein. Im Anschluss an die Veröffentlichung bestritt die Band eine Europatournee mit Skepticism und Until Death Overtakes Me. Diese Funeral Procession Tour genannte Tournee war die erste Tournee-Zusammenstellung von Funeral-Doom-Bands und die Tournee, zu welcher Skepticism erstmals außerhalb Finnlands auftraten. Es folgte im Jahr 2004 eine Tournee mit While Heaven Wept und Mourning Beloveth. Im Zuge dieser Tournee trat die Band im Jahr 2004 als erster Interpret des Funeral Dooms beim deutschen Festival Doom Shall Rise auf. Der Auftritt zählt zu den Höhepunkten der zweiter Ausgabe des Festivals.

„Imaginäre Kruzifixe hingen in der Luft, Grabeskälte und Weihrauch… Die Andacht nahm ihren Lauf. Im Finale segnete das Funeral-Orchester aus Antwerpen die Children of Doom mit „O Solitude“. Pantheist waren stark!“

Das Bonusstück The Pains of Sleep wurde im Jahr 2005 erstmals auf der EP The Pains of Sleep veröffentlicht und mit einer veränderten Besetzung aufgenommen. So waren neben Panagiotou und Tambuyser, der Schlagzeuger Andy Semmens und der Bassist Mark Bodossian an der Aufnahme beteiligt.

## Albuminformationen
Das nach einem Gedicht von John Keats benannte und im Jahr 2003 erstveröffentlichte  O Solitude ist das Debüt der Band.

### Veröffentlichungen
In der am 10. April 2003 veröffentlichten Erstauflage enthält das Debütalbum fünf separate Stücke, die eine Gesamtspielzeit von 57:42 Minuten haben. Das 11:25 Minuten lange Bonusstück The Pains of Sleep ergänzte das Album erstmals 2015 in einer neu gestalteten Wiederveröffentlichung über Grau Records. Das Stück stammte von der gleichnamigen Kompilations-EP aus dem Jahr 2005. Die Variante bot Panagiotou hinzukommend als Musikdownload über Bandcamp an. In einer erneut neu gestalteten Auflage als Doppel-LP über The Vinyl Division wurde das Stück ausgespart. Die visuelle Aufbereitung der Erstveröffentlichung als CD übernahm Odile Aurora Strik. Die folgenden Veröffentlichungen gestaltete Cheryl Pinnock, später Cheryl Panagiotous, die seit der Veröffentlichung des zweiten Albums alle Tonträgerveröffentlichungen von Pantheist grafisch aufbereitete.

### Stil
„Epic Grief“ (englisch Epische Trauer) titulierte Aleksey Evdokimov in seinem Doom Metal Lexicanum das Ergebnis der Verbindung aus Stereotypen des Funeral Doom und Elementen der Neoklassik auf O Solitude. Dabei wird die Musik des Albums vornehmlich als Funeral Doom in Erweiterung des Genres wahrgenommen. Atmosphärische Passagen, insbesondere über das Keyboardspiel mit Anlehnung an Ambient und Klassik einbringend, füge das Album dem Vokabular des Genres eine sublime Mittelalterlichkeit hinzu. Auch der Gesang, der zwischen einer klaren Stimme, die als sakral und choral wahrgenommen wird, und Growling variiert, zählt zu den besonderen Merkmalen des Albums.
„Momente des Midtempos“ finden auf O Solitude zwar nur selten statt. Doch vereint Pantheist ruhige Zwischenspiele aus versierten Keyboardarrangements und klarem Gesang mit donnernden Death- und Funeral-Doom-Passagen. Die ausgeprägten Melodien, die dem Death Doom gegenübergestellt werden, sind über das gesamte Album hinweg präsent und verleihen dem Album eine für den Funeral Doom ungewohnte Dynamik. Gelegentliche Ansätze von Tempo gehen bis in Blastbeats und Death Metal über. Doch mehr als schneller Metal herrsche „düsteres Moll“ mit tiefen Grabgesang und melancholischen Keyboards vor.

## Wahrnehmung
Bereits nach Veröffentlichung schlug O Solitude hohes Lob als „ehrfurchtgebietendes Album“ entgegen. Es sei „eines der doomigsten, großartigsten Stücke Musik“, schrieb Stephen Burrell für Doom-Metal.com über O Solitude, die er „seit langer Zeit (wenn nicht jemals) gehört habe“. Entsprechend betonte er, wie sehr „jeder, der sich auch nur im Entferntesten für traurige und emotionale Heavy-Musik interessiert, diese unglaubliche Band wenigstens austesten sollte.“ Diese mit Veröffentlichung eingesetzte besonders positive Wahrnehmung des Albums führte dazu, dass Pantheist, „eine Bedeutende Stellung“ innerhalb des Genres einnahm und fortan „zu den wichtigsten Bands des Funeral Doom“ gerechnet wurde. Mit der elegischen Mischung ging O Solitude in den Kanon des Genres als „eines der besten Funeral-Doom-Alben aller Zeiten“ ein.